# Polyalthia castanea
Polyalthia castanea este o specie de plante din genul Polyalthia, familia Annonaceae, descrisă de Henry Nicholas Ridley. Conform Catalogue of Life specia Polyalthia castanea nu are subspecii cunoscute.